# Orizari (Lipkovo)
Orizari (macedónul: Оризари, albánul Orizarja) település Észak-Macedóniában, a Északkeleti körzetben, Lipkovo községben.

## Népesség
| Lakosok száma | 817  | 915  | 966  | 1282 | 1522 |      | 1847 | 2094 | 1692 |
|               | 1948 | 1953 | 1961 | 1971 | 1981 | 1991 | 1994 | 2002 | 2021 |

- 2002-ben 2094 lakosa volt, akik közül 2064 albán, 3 macedón és 27 egyéb.